# Corylus colurna
Corylus colurna là một loài thực vật có hoa trong họ Betulaceae. Loài này được L. mô tả khoa học đầu tiên năm 1753.
Đây là loài cây rụng lá có nguồn gốc từ Đông Nam Âu và Tây Nam Á, từ vùng Balkan qua miền bắc Thổ Nhĩ Kỳ tới phía bắc Iran.
Đây là loài hazel lớn nhất, cao tới 25 m (82 ft), [1] với thân cây dày đến 1,5 m (4 ft 11 in); Tán lá là mảnh mai và hình nón ở những cây non, trở nên rộng hơn theo độ tuổi. Vỏ cây có màu xám nhạt, có kết cấu dày, xốp.

## Hình ảnh

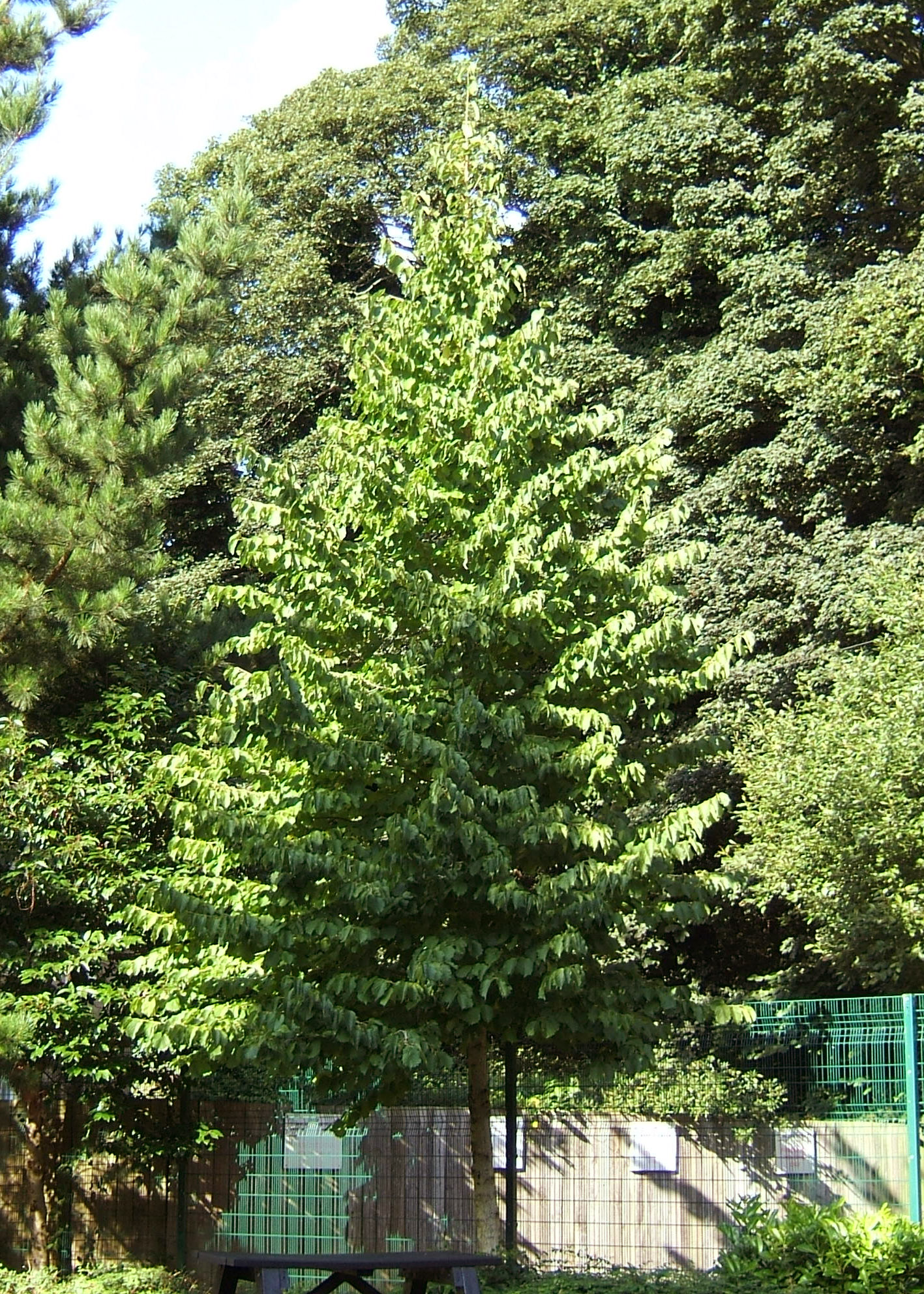
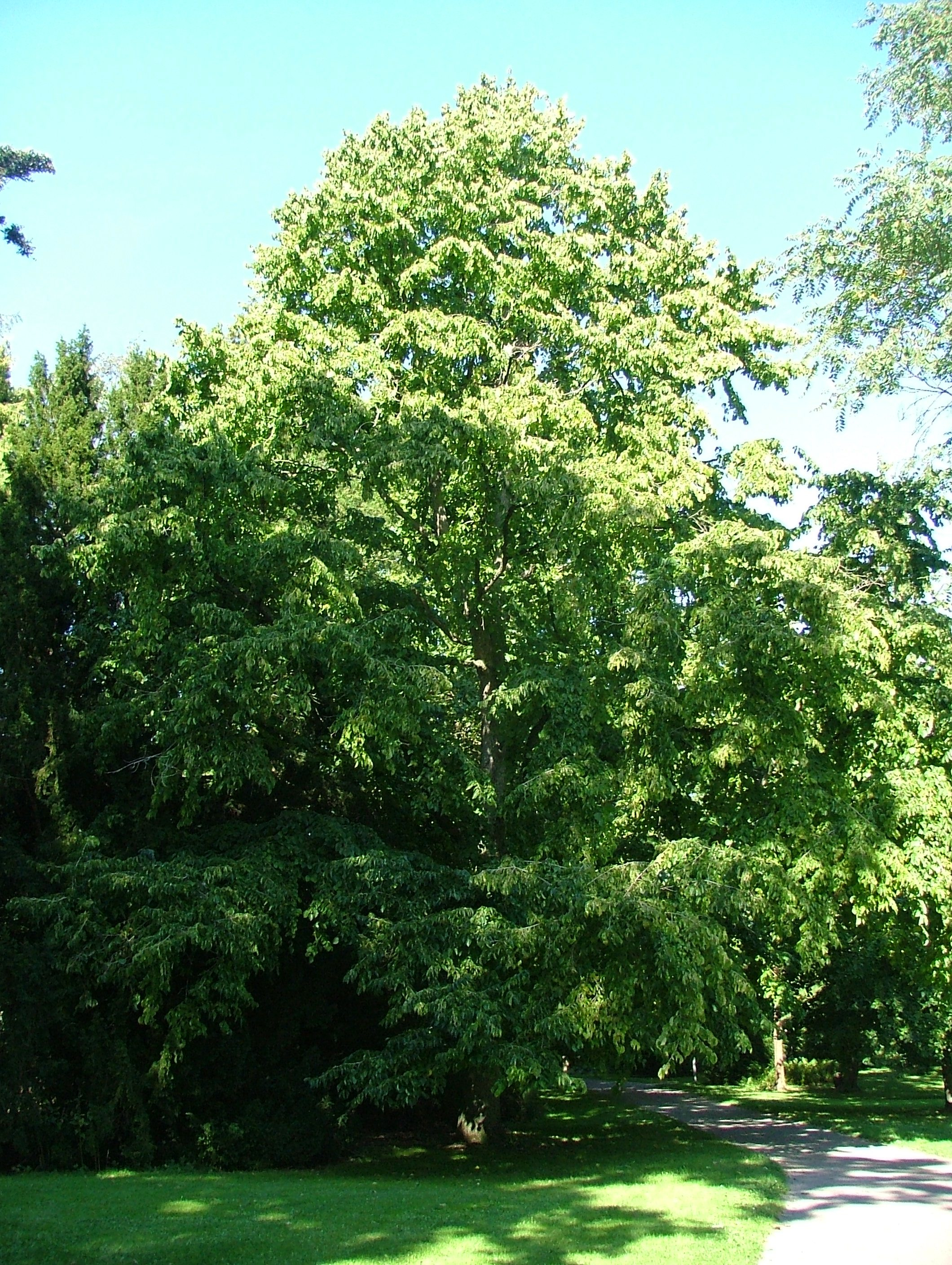
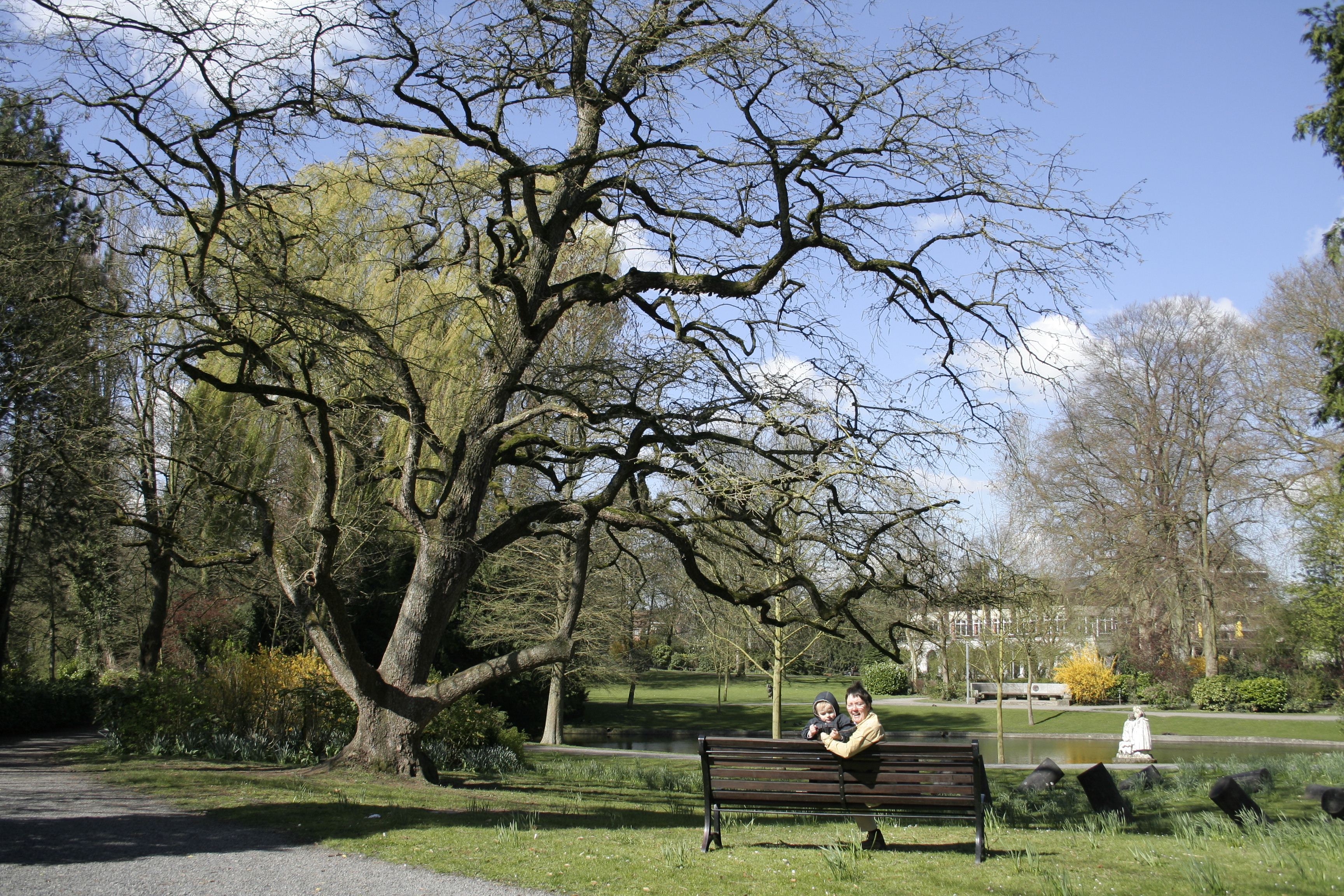
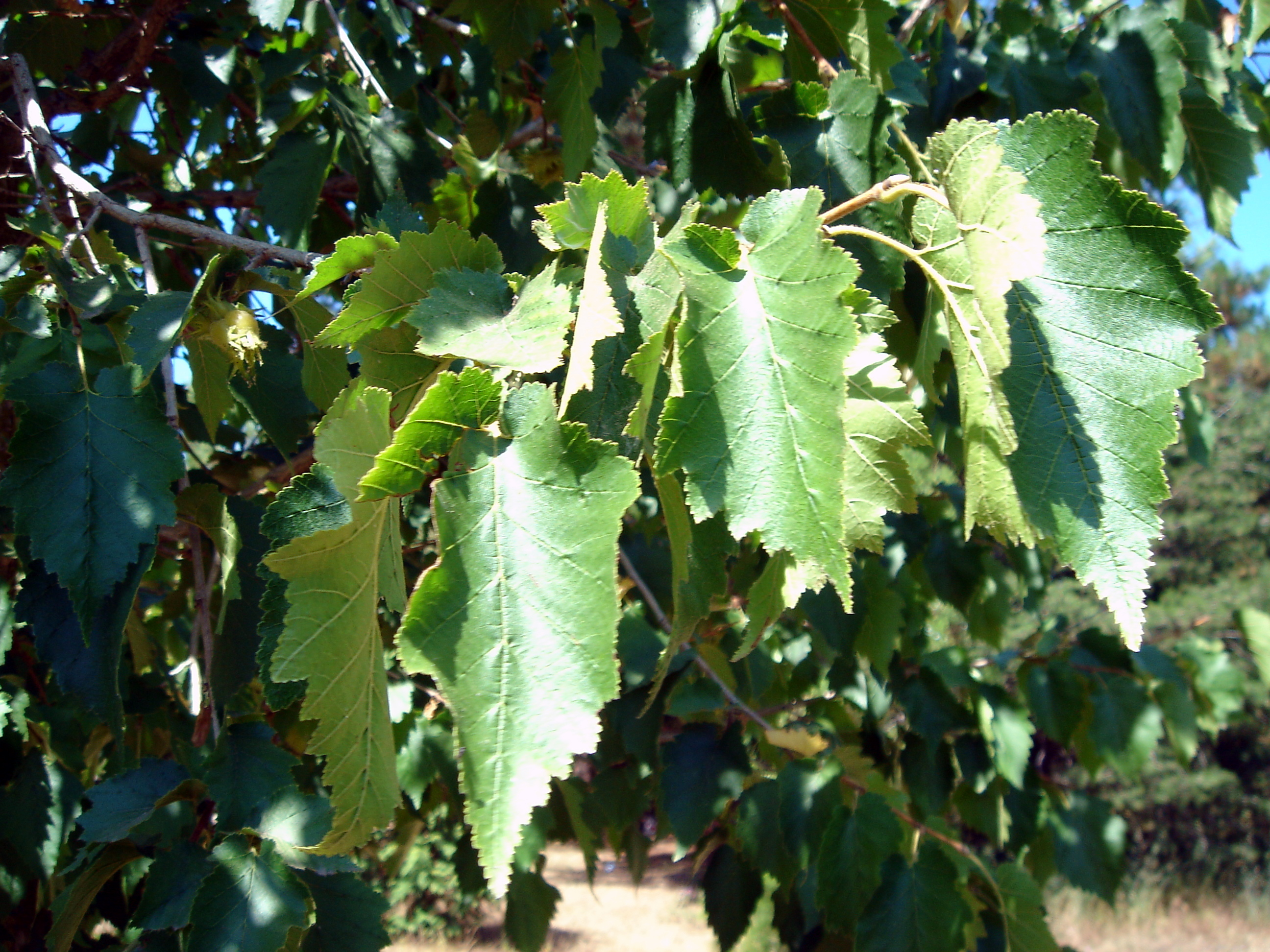
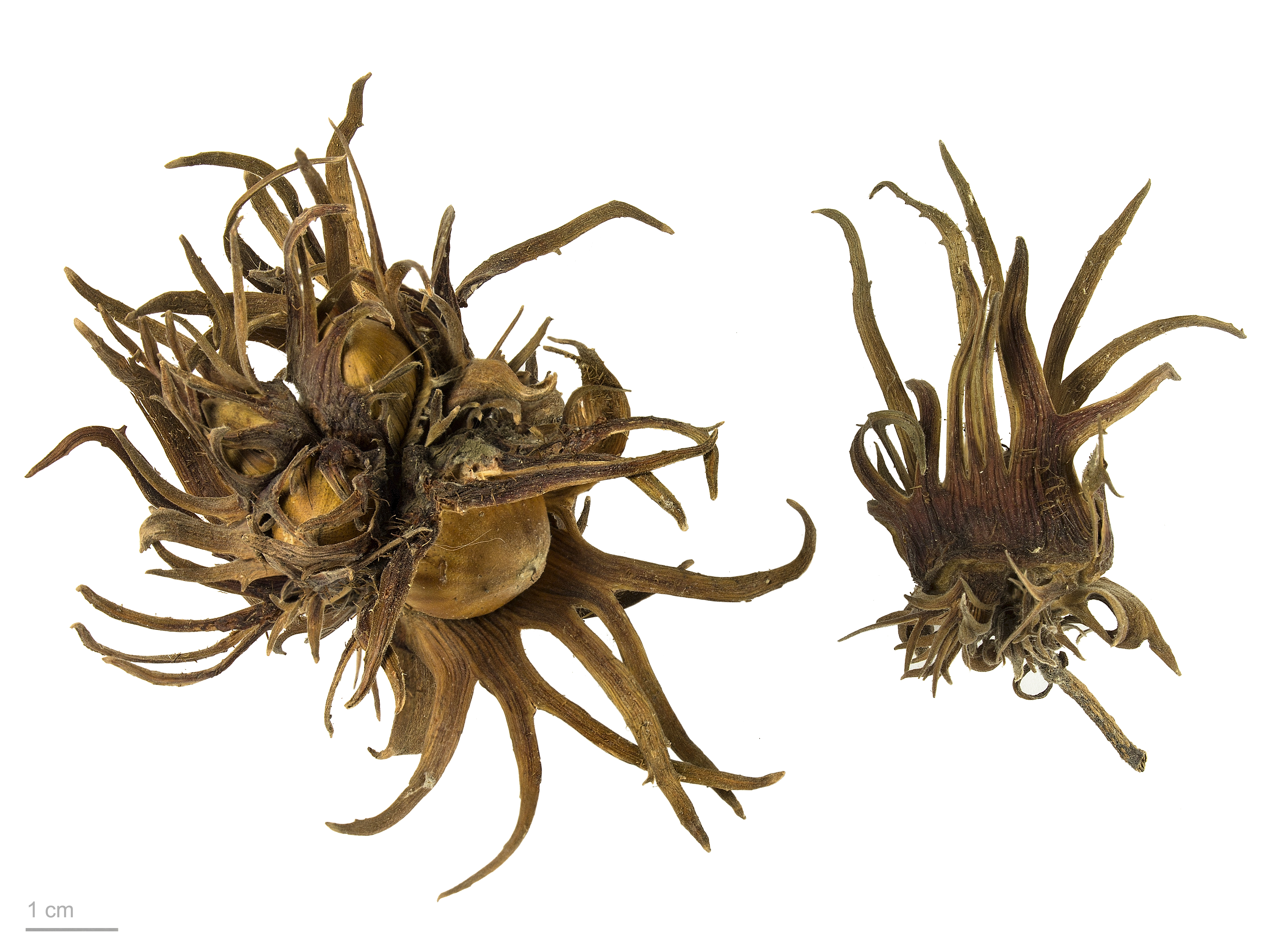
Corylus colurna - Museum specimen